# The Mix
Albums de Kraftwerk
Electric Café
(1986) Tour de France Soundtracks
(2003)
The Mix est un album du groupe Kraftwerk sorti en 1991. Cet album contient la plupart des chansons du groupe ayant eu le plus de succès entre 1974 et 1986, entièrement réinterprétées dans un style techno et house, parfois méconnaissables à l'exception de la mélodie principale. Conceptuellement, il s'agit du 7e album du Catalogue officiel de Kraftwerk.
Selon la tradition du groupe, l'album a été édité en deux éditions : allemande et anglaise. On ne note pas de différence au point de vue accompagnement musical entre ces deux versions, cependant, les paroles ne sont pas dans la même langue.
À noter que certains titres désignent des sections d'un même morceau, comme la suite « Trans-Europe Express », « Abzug », « Metal on Metal », tandis que « Homecomputer » contient des éléments de « It's More Fun to Compute » (notamment l'introduction), et « Music Non Stop » contient des éléments de « Boing Boom Tschak ». Dentaku est la version japonaise de Pocket Calculator.
D'autres éléments ont aussi été mis à jour. Ainsi, les paroles de « Radioactivity » comprennent désormais une référence à Tchernobyl et d'autres catastrophes nucléaires célèbres (Hiroshima, Sellafield, Harrisburg).

## Titres
| No  | Titre                                       | Durée |
| --- | ------------------------------------------- | ----- |
| 1.  | The Robots / Die Roboter                    | 8:52  |
| 2.  | Computer Love / Computerliebe               | 6:38  |
| 3.  | Pocket Calculator / Taschenrechner          | 4:32  |
| 4.  | Dentaku                                     | 3:28  |
| 5.  | Autobahn                                    | 9:26  |
| 6.  | Radioactivity / Radioactivität              | 6:53  |
| 7.  | Trans-Europe Express / Trans Europa Express | 3:20  |
| 8.  | Abzug                                       | 2:18  |
| 9.  | Metal On Metal / Metall Auf Metall          | 4:59  |
| 10. | Homecomputer / Heimcomputer                 | 8:03  |
| 11. | Music Non Stop / Musik Non Stop             | 6:38  |